# Radio K.A.O.S. (turné)
Radio K.A.O.S. bylo druhé sólové turné britského baskytaristy a zpěváka Rogera Waterse. Bylo uspořádáni při příležitosti vydání jeho alba Radio K.A.O.S. v roce 1987. Z původně plánovaných čtyř částí turné byly zrušeny koncerty v Austrálii, Japonsku a na Havaji, údajně z důvodu nízkých prodejů vstupenek. I na uskutečněných vystoupení byla často poměrně malá návštěvnost, neboť Watersovo turné termínově i geograficky kolidovalo s koncerty jeho bývalé skupiny Pink Floyd.

## Obsazení
Na tomto turné se Watersova doprovodná skupina poprvé na koncertech prezentovala jako The Bleeding Heart Band.
- Roger Waters – baskytara, akustická kytara, zpěv
- Jay Stapley – kytara, vokály
- Paul Carrack – klávesy, zpěv
- Mel Collins – saxofon
- Andy Fairweather-Low – kytara, baskytara, vokály
- Graham Broad – bicí, perkuse
- Doreen Chanter – vokály
- Katie Kissoon – vokály
- Jim Ladd – DJ

Hosté na koncertě 20. září 1987:
- Jon Joyce, Jim Haas, Joe Chemay – vokály v „Outside the Wall“

Host na koncertech 21. a 22. listopadu 1987:
- Clare Torry – vokály v „The Great Gig in the Sky“

## Popis scény
Scénu připravili Mark Fisher a Jonathan Park, nad pódiem bylo umístěno velké kruhové plátno pro promítání filmů, animací a fiktivních reklam formou zadní projekce. Vystoupení moderoval americký rozhlasový DJ Jim Ladd ze své kukaně. V hledišti byla umístěna telefonní budka pro návštěvníky pro kladení otázek Rogeru Watersovi. Zvuk byl kvadrofonický.

## Setlist
Koncerty byly koncipovány jako pásmo vysílání fiktivního rádia moderovaného DJ Jimem, stejně jako celé album a rocková opera Radio K.A.O.S. Živé písně byly prokládány fiktivními reklamami a jedním videoklipem promítanými na plátno. Setlist turné byl neměnný (až na dvě výjimky přídavků), tvořily jej jak Watersovy písně z období působení ve skupině Pink Floyd v novém aranžmá, tak skladby z jeho dvou sólových alb i singlů k nim příslušejících.
Skladby „In the Flesh“, „Have a Cigar“, „Pigs (Three Different Ones)“ a „Wish You Were Here“ byly hrány jako medley.
První polovina
- úvod Jima Ladda
- telefonáty od diváků
- reklama na Club Nowhere
- telefonáty od diváků
- „Tempted“ (sólo Paula Carracka)
- „Radio Waves“
- „Welcome to the Machine“
- „Who Needs Information“
- „Money“
- reklama na The Professional Bimbo School
- „In the Flesh“
- „Have a Cigar“
- „Pigs (Three Different Ones)“ (výňatek)
- „Wish You Were Here“
- „Mother“
- „Molly's Song“
- „Me or Him“
- „The Powers That Be“

Druhá polovina
- telefonáty od diváků
- reklama na Shredding Alternative
- „Going to Live in L.A.“
- „Sunset Strip“
- reklama Fish Report with a Beat
- „5:01 AM (The Pros and Cons of Hitch Hiking)“
- „Get Your Filthy Hands Off My Desert“
- „Southampton Dock“
- videoklip „Arnold Layne“ z roku 1967
- „If“
- „5:06 AM (Every Stranger's Eyes)“
- „Not Now John“
- „Another Brick in the Wall, Part II“
- „The Happiest Days of Our Lives“
- „Another Brick in the Wall, Part II“
- „Nobody Home“
- „Home“
- „Four Minutes“
- „The Tide Is Turning“

Přídavky
- „Breathe“
- „Brain Damage“
- „Eclipse“

## Koncerty

### Část 1: Severoamerické koncerty 1987
| Datum          | Stát                   | Město                 | Místo                       | Poznámky                                             |
| -------------- | ---------------------- | --------------------- | --------------------------- | ---------------------------------------------------- |
| 14. srpna 1987 | Spojené státy americké | Providence (RI)       | Providence Civic Center     |                                                      |
| 15. srpna 1987 | Spojené státy americké | Hartford (CT)         | Hartford Civic Center       |                                                      |
| 17. srpna 1987 | Kanada                 | Toronto (ON)          | Kingswood Music Theater     |                                                      |
| 19. srpna 1987 | Spojené státy americké | Cuyahoga Falls (OH)   | Blossom Music Center        |                                                      |
| 20. srpna 1987 | Spojené státy americké | Buffalo (NY)          | Buffalo Memorial Auditorium |                                                      |
| 22. srpna 1987 | Spojené státy americké | Mansfield (MA)        | Great Woods                 |                                                      |
| 24. srpna 1987 | Spojené státy americké | Filadelfie (PA)       | Spectrum Theater            |                                                      |
| 26. srpna 1987 | Spojené státy americké | New York (NY)         | Madison Square Garden       |                                                      |
| 28. srpna 1987 | Spojené státy americké | Saratoga Springs (NY) | Saratoga Performing Center  |                                                      |
| 30. srpna 1987 | Spojené státy americké | Landover (MD)         | Capitol Music Theater       |                                                      |
| 31. srpna 1987 | Spojené státy americké | Greensboro (NC)       | The Coliseum                | koncert zrušen                                       |
| 2. září 1987   | Spojené státy americké | Atlanta (GA)          | The Omni Coliseum           |                                                      |
| 4. září 1987   | Spojené státy americké | St. Louis (MO)        | Fox Theater                 |                                                      |
| 5. září 1987   | Spojené státy americké | Indianapolis (IN)     | Market Square Arena         |                                                      |
| 6. září 1987   | Spojené státy americké | Columbus (OH)         | Ohio Center                 |                                                      |
| 8. září 1987   | Spojené státy americké | Clarkston (MI)        | Pine Knob Music Theater     |                                                      |
| 9. září 1987   | Spojené státy americké | Chicago (IL)          | Poplar Creek Music Theater  |                                                      |
| 10. září 1987  | Spojené státy americké | Minneapolis (MN)      | Metropolitan Center         |                                                      |
| 12. září 1987  | Spojené státy americké | Denver (CO)           | McNichols Sports Arena      |                                                      |
| 14. září 1987  | Spojené státy americké | Austin (TX)           | Frank Erwin Center          |                                                      |
| 15. září 1987  | Spojené státy americké | Dallas (TX)           | Reunion Arena               |                                                      |
| 17. září 1987  | Spojené státy americké | Phoenix (AZ)          | Veterans Memorial Coliseum  |                                                      |
| 20. září 1987  | Spojené státy americké | Inglewood (CA)        | The Forum                   | koncert obsahoval čtvrtý přídavek „Outside the Wall“ |
| 23. září 1987  | Spojené státy americké | San Diego (CA)        | Sports Arena                |                                                      |
| 26. září 1987  | Spojené státy americké | Oakland (CA)          | Oakland Coliseum Arena      |                                                      |
| 28. září 1987  | Spojené státy americké | Seattle (WA)          | Seattle Center Arena        |                                                      |
| 29. září 1987  | Kanada                 | Vancouver (BC)        | Expo Theater                |                                                      |

### Část 2: Koncerty na Dálném východě 1987
| Datum          | Stát                   | Město           | Místo                | Poznámky       |
| -------------- | ---------------------- | --------------- | -------------------- | -------------- |
| 3. října 1987  | Spojené státy americké | Honolulu (HI)   | NBC Arena            | koncert zrušen |
| 9. října 1987  | Austrálie              | Brisbane (QLD)  | Festival Hall        | koncert zrušen |
| 15. října 1987 | Austrálie              | Melbourne (VIC) | Entertainment Center | koncert zrušen |
| 20. října 1987 | Austrálie              | Sydney (NSW)    | Entertainment Center | koncert zrušen |
| 24. října 1987 | Austrálie              | Perth (WA)      | Entertainment Center | koncert zrušen |
| 27. října 1987 | Japonsko               | Ósaka           | ?                    | koncert zrušen |
| 28. října 1987 | Japonsko               | Tokio           | NHK Hall             | koncert zrušen |
| 29. října 1987 | Japonsko               | Tokio           | NHK Hall             | koncert zrušen |

### Část 3: Severoamerické koncerty 1987
| Datum              | Stát                   | Město                | Místo                                      | Poznámky |
| ------------------ | ---------------------- | -------------------- | ------------------------------------------ | -------- |
| 3. listopadu 1987  | Spojené státy americké | Portland (ME)        | Cumberland County Convention Center        |          |
| 4. listopadu 1987  | Spojené státy americké | East Rutherford (NJ) | Brendan Byrne Meadowlands Arena            |          |
| 6. listopadu 1987  | Kanada                 | Montréal (QC)        | The Forum                                  |          |
| 7. listopadu 1987  | Kanada                 | Québec (QC)          | Colisee de Québec                          |          |
| 9. listopadu 1987  | Kanada                 | Ottawa (ON)          | The Civic Center                           |          |
| 10. listopadu 1987 | Kanada                 | Hamilton (ON)        | Copps Coliseum                             |          |
| 13. listopadu 1987 | Spojené státy americké | Milwaukee (WI)       | Milwaukee Expo & Convention Center & Arena |          |
| 14. listopadu 1987 | Spojené státy americké | Chicago (IL)         | Arie Crown Theater                         |          |
| 16. listopadu 1987 | Spojené státy americké | Worcester (MA)       | The Centrum                                |          |

### Část 4: Evropské koncerty 1987
| Datum              | Stát               | Město  | Místo         | Poznámky                                                                                     |
| ------------------ | ------------------ | ------ | ------------- | -------------------------------------------------------------------------------------------- |
| 21. listopadu 1987 | Spojené království | Londýn | Wembley Arena | přídavky byly doplněny o „The Great Gig in the Sky“ vloženou mezi „Breathe“ a „Brain Damage“ |
| 22. listopadu 1987 | Spojené království | Londýn | Wembley Arena | přídavky byly doplněny o „The Great Gig in the Sky“ vloženou mezi „Breathe“ a „Brain Damage“ |